# Rivière Rouge (rivière Montmorency)
Pour les articles homonymes, voir Rivière Rouge.
La rivière Rouge est un affluent de la rive est de la rivière Montmorency, coulant dans la région administrative de la Capitale-Nationale, dans la province de Québec, au Canada. Ce cours d'eau traverse successivement les municipalités régionales de comté (MRC) de :
- La Jacques-Cartier : municipalité de Sainte-Brigitte-de-Laval ;
- La Côte-de-Beaupré : municipalité de Château-Richer[2].

Cette vallée forestière et montagneuse est desservie par une route forestière passant du côté Est de la rivière. La sylviculture constitue la principale activité économique de cette vallée ; les activités récréotouristiques en second.
À cause de son altitude, la surface de la partie supérieure de la rivière Rouge est généralement gelée de la fin novembre jusqu'au début d'avril ; toutefois la circulation sécuritaire sur la glace se fait généralement de la mi-décembre à la fin de mars. Le niveau de l'eau de la rivière varie selon les saisons et les précipitations ; la crue printanière survient en mars ou avril.

## Géographie
La rivière Rouge prend sa source d'un petit lac (longueur : 0,24 km ; altitude : 598 m) enclavé entre les montagnes. L'embouchure de ce lac est située dans la municipalité de Château-Richer, à :
- 0,68 km au nord d'un sommet du montagne atteignant 672 m ;
- 1,24 km au sud d'un sommet du montagne atteignant 686 m ;
- 3,5 km à l'est d'une courbe de la rivière Montmorency ;
- 10,3 km au nord-ouest de la rive nord-ouest du fleuve Saint-Laurent ;
- 6,6 km au sud-est de la confluence de la rivière Rouge et de la rivière Montmorency.

À partir de l'embouchure de ce lac de tête, la rivière Rouge descend sur 8,7 km, avec une dénivellation de 230 m selon les segments suivants :
- 0,8 km vers l'ouest, en recueillant un ruisseau (venant du sud) correspondant à un coude de rivière, puis vers le nord jusqu'à un autre ruisseau (venant du sud-ouest) ;
- 2,3 km vers le nord entre deux montagnes, en recueillant un ruisseau (venant de l'est) et en traversant un petit lac (altitude : 486 m) jusqu'à son embouchure, correspondant à la décharge d'un petit ruisseau (venant du nord) ;
- 1,7 km d'abord vers l'ouest en recueillant un ruisseau (venant du nord), puis en formant une petite boucle vers le sud pour recueillir un ruisseau (venant du sud) et vers le nord en recueillant un autre ruisseau (venant de l'ouest), jusqu'à la décharge (venant de l'est) des lacs Château et à la Source ;
- 3,3 km vers le nord dans une vallée encaissée en entrant dans Château-Richer, puis en courbant vers le nord-ouest après avoir contourné une montagne (située du côté ouest), jusqu'à la rivière Rouge Est (venant de l'est) laquelle constitue la décharge du Lac Grand ;
- 0,6 km vers le nord-ouest d'abord en recueillant la décharge (venant du nord) d'un lac non identifié, puis en formant une courbe vers le sud pour recueillir un ruisseau de montagne (venant du sud), jusqu'à son embouchure[3].

La rivière Rouge se déverse dans un coude de rivière sur la rive est de la rivière Montmorency. À partir de cette confluence de la rivière Rouge, le courant coule sur 34,7 km généralement vers le sud par le cours de la rivière Montmorency, jusqu'à la rive nord-ouest du fleuve Saint-Laurent.

## Toponymie
Le toponyme "rivière Rouge" a été officialisé le 13 décembre 1996 à la Commission de toponymie du Québec.